# A lyga 2004
L'edizione 2004 della A lyga fu la quindicesima del massimo campionato lituano dal ritorno all'indipendenza; vide la vittoria finale dell'FBK Kaunas, giunto al suo 6º titolo.
Capocannoniere del torneo fu Povilas Lukšys (Ekranas Panevėžys), con 19 reti.

## Formula
Le squadre rimasero 8: il promosso Šilutė sostituì il retrocesso Sakalas Šiauliai. Come negli altri anni le squadre si affrontarono in un doppio turno di andata e ritorno, per un totale di 28 partite per squadra.
Visto il numero ridotto di squadre non erano previste retrocessioni.

## Classifica finale
|                     | Pos. | Squadra    | Pt | G  | V  | N | P  | GF | GS | DR  |
| ------------------- | ---- | ---------- | -- | -- | -- | - | -- | -- | -- | --- |
| Lituania (bandiera) | 1.   | FBK Kaunas | 65 | 28 | 20 | 5 | 3  | 49 | 19 | +30 |
|                     | 2.   | Ekranas    | 62 | 28 | 20 | 2 | 6  | 59 | 22 | +37 |
|                     | 3.   | Atlantas   | 50 | 28 | 15 | 5 | 8  | 36 | 29 | +7  |
|                     | 4.   | Žalgiris   | 37 | 28 | 10 | 7 | 11 | 32 | 38 | -6  |
|                     | 5.   | Vėtra      | 35 | 28 | 9  | 8 | 11 | 29 | 33 | -4  |
|                     | 6.   | Šilutė     | 25 | 28 | 6  | 7 | 15 | 34 | 44 | -10 |
|                     | 7.   | Sūduva     | 22 | 28 | 5  | 7 | 16 | 31 | 55 | -24 |
|                     | 8.   | Vilnius    | 17 | 28 | 4  | 5 | 19 | 19 | 49 | -30 |

### Verdetti
- FBK Kaunas Campione di Lituania 2004.